# Mortal Kombat Mobile
Mortal Kombat Mobile é um jogo eletrônico de luta de 2015 laçado para Smartphones,  iPhones, Tablets e iPads desenvolvida pela NetherRealm Studios e publicada pela Warner Bros. Games. Parte da série de jogos de luta Mortal Kombat, foi lançado ao mesmo tempo que o lançamento padrão de Mortal Kombat X para consoles, e apresenta mecânica e gráficos semelhantes, mas, com algumas alterações. A jogabilidade é ótima e os controles na versão mobile de Mortal Kombat são todos com base no toque sensível na tela dos dispositivos móveis. O jogo foi bem recebido e teve uma recepção mista entre os críticos.

## Desenvolvimento
Em 2 de março de 2015, a NetherRealm Studios anunciou que sua divisão móvel lançaria uma versão do Android e iOS de Mortal Kombat X denominado de Mortal Kombat em abril de 2015. Em fevereiro de 2019, o jogo foi renomeado para Mortal Kombat Mobile.[carece de fontes?] O jogo móvel é descrito como um "híbrido de luta para jogar, batalha de cartas" e os jogadores seriam capazes de desbloquear conteúdo na versão de console do jogo jogando a versão móvel (e vice-versa). A versão iOS foi lançada em todo o mundo em 7 de abril de 2015, enquanto a versão do Android foi lançada em 21 de abril de 2015 em países asiáticos selecionados, antes de um lançamento global.  
Com a versão de atualização 1.11 do jogo para celular lançada em 6 de dezembro de 2016, Freddy Krueger, que apareceu como um personagem para download em Mortal Kombat (2011), foi adicionado como um personagem exclusivo para celular usando seus movimentos característicos e ataque de raio-X do jogo anterior. Na atualização 1.13, Baraka e Jade também foram adicionados ao jogo como exclusivos para celular, usando seus raios-X do lançamento do console. A versão 1.14 de setembro de 2017 incluiu Takeda, bem como a adição mais recente ao elenco ninja, Tremor. Em 4 de outubro, outra atualização foi lançada, apresentando Goro e Shao Kahn, seguida por uma atualização de fevereiro de 2018 que introduziu Bo' Rai Cho e Kintaro, e uma atualização de outubro de 2018 introduziu o personagem para download do console Leatherface. Com a atualização 2.0, o jogo trouxe uma vasta reformulação de novos recursos para Mortal Kombat 11. Além disso, a atualização 2.0 atualizou seu motor gráfico de Unreal Engine 3 para Unreal Engine 4.

## Recepção

### Resposta crítica
No Metacritic, a edição para iOS do jogo recebeu uma pontuação de 66 em 100, com nove avaliações profissionais, que o site caracteriza como "mistas ou médias".